# Seccheto
Seccheto est une frazione de la commune de Campo nell'Elba sur l'île d'Elbe, dans la province de Livourne en Toscane,.

## Géographie
Le village est situé le long de la Costa del Sole, entre la plage de Fetovaia et celle de Cavoli.

## Histoire
Sur la colline au-dessus de la ville se trouve l'important site mégalithique de Piane alla Sughera, avec des sépultures en tumulus et de petits menhirs sépulcraux, ainsi que la nécropole villanovienne de Lo Spino. Les riches gisements de granodiorite de la région ont été exploités dès l'époque impériale romaine (sur la plage de Seccheto en 1899 un petit autel votif dédié à Hercule a été découvert par le préfet Publio Acilio Attiano, analysé en 1903 par l'historien allemand Christian Hülsen), avant d'arriver à la période de domination pisane (XIe siècle), comme en témoignent la puissante Colonna di Vallebuia.
À l'extrémité orientale de la baie de Seccheto se trouve Punta delle Conche, ainsi appelée en raison de la présence d'anciennes fouilles de granodiorite remontant à l'époque romaine ou pisane ; il y a aussi un bassin singulier appelé la Vasca della Contessa, du nom de la comtesse suisse Colette Marmont qui possédait une maison à proximité. Il convient de noter les quartiers pastoraux de Caprile delle Mure, Caprile della Grottaccia et Caprile di Olimpo, des abris en pierre à usage pastoral sporadique.

### Sites archéologiques
- Site mégalithique de Piane alla Sughera
- Nécropole de Lo Spino
- Villages protohistoriques du Mont Capanne :
  - Valle dell'Inferno

## Galerie

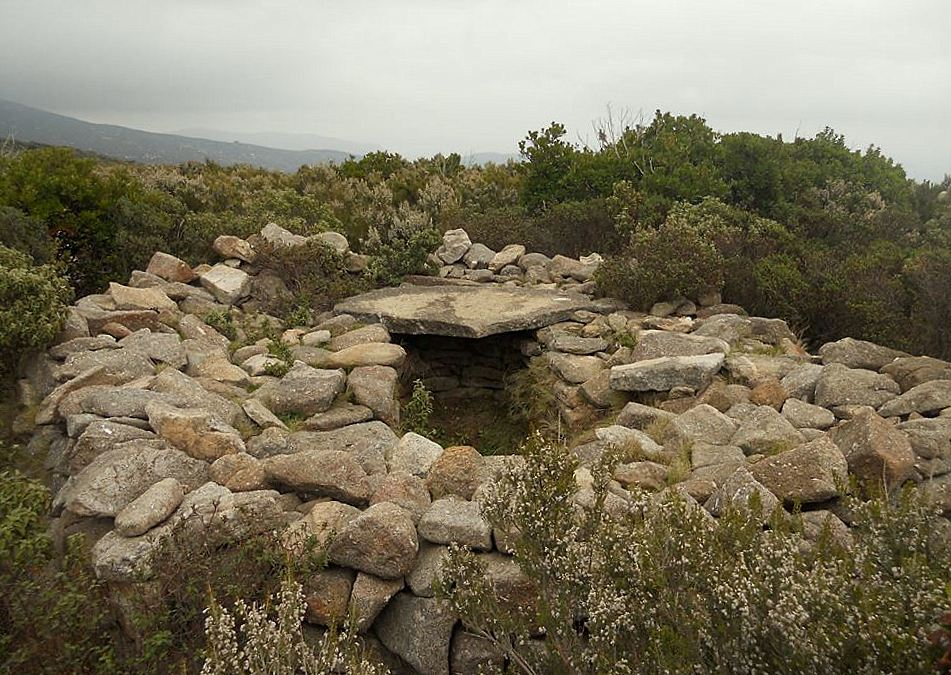
Nécropole de Piane alla Sughera.
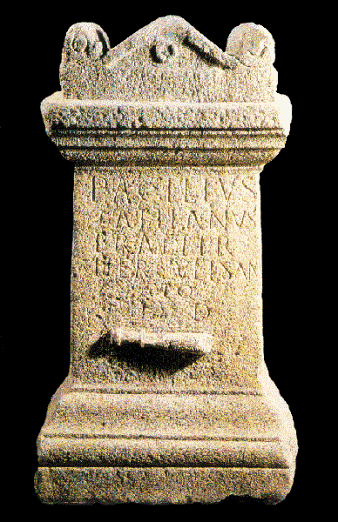
Autel votif dédié à Hercule.
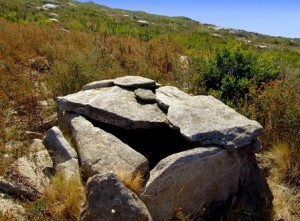
Lo Spino.
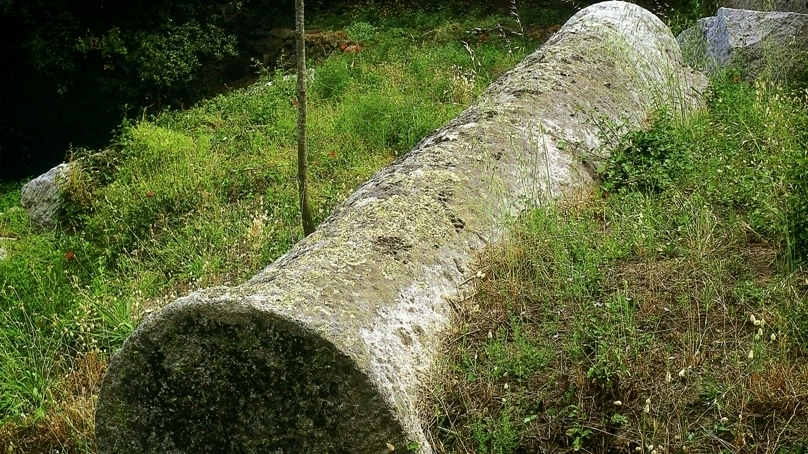
La Colonna di Vallebuia.
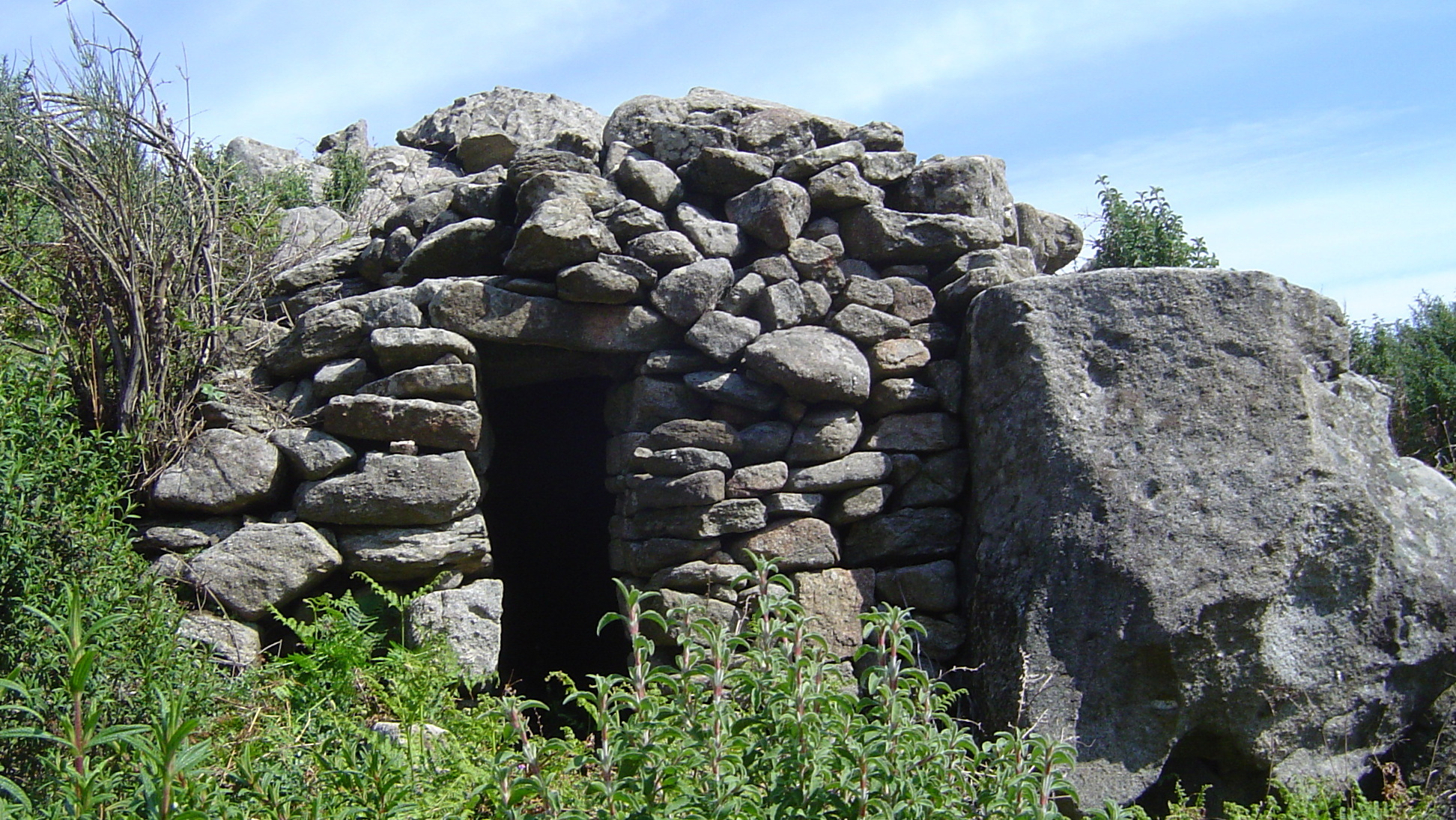
Caprile della Grottaccia.